# Eugène Millon
Eugène Auguste Nicolas Millon, född 24 april 1812 i Châlons-en-Champagne, död 22 oktober 1867 i Saint-Seine-l'Abbaye, var en fransk kemist och läkare. Hans namn är ihågkommet för Millons reagens som reagerar med tyrosin i proteiner för att bilda en brun fällning. Reagenset används för att påvisa innehåll av aminosyran tyrosin i proteiner.

## Biografi
Millon föddes i Saint-Seine-l'Abbaye och efter sin utbildning undervisade han kort vid Collège Rollin innan han utbildade sig i medicin på militärsjukhuset i Val-de-Grâce från 1832 till 1835. Efter att ha tjänstgjort ett tag i armén lämnade han kirurgin för att studera farmaci och kemi och blev farmaceut 1838, och tjänstgjorde i Algeriet från 1850 till 1865. Hans mest kända bidrag var reaktionen mellan kvicksilver och salpetersyra med äggvita som ger en vit fällning som blir röd vid upphettning. Hans andra bidrag gällde föreningar av klor och jod inklusive syror. Han undersökte salter i blod.
Ett algeriskt frimärke till minne av honom släpptes 1954.